# Vườn quốc gia Kirishima-Kinkowan
Vườn quốc gia Kirishima-Kinkowan (霧島錦江湾国立公園 Kirishima-Kinkowan Kokuritsu Kōen) là một vườn quốc gia nằm tại Kyūshū, Nhật Bản. Nó bao gồm vịnh Kirishima-Kagoshima, một khu vực nổi tiếng với các hồ núi lửa, suối nước nóng và các hoạt động địa chất núi lửa nằm ở tỉnh Kagoshima và Miyazaki. Tổng diện tích là 365,86 kilômét vuông (141,26 dặm vuông Anh).

## Lịch sử
Vào ngày 16 tháng 3 năm 1934, nó lần đầu tiên được thành lập với tên gọi Vườn quốc gia Kirishima-Yaku. Vào ngày 16 tháng 3 năm 2012, Yakushima được tách thành Vườn quốc gia Yakushima có diện tích 325,53 kilômét vuông (125,69 dặm vuông Anh) riêng biệt và Vườn quốc gia Kirishima-Yaku được đổi tên thành vườn quốc gia Kirishima-Kinkowan.
Khu vực này trở nên nổi tiếng là địa điểm trăng mật tại Nhật Bản khi Sakamoto Ryōma đã đưa vợ ông đến đó.